# Grosser Preis des Kantons Aargau 2010
Il Grosser Preis des Kantons Aargau 2010, quarantasettesima edizione della corsa, valido come evento del circuito UCI Europe Tour 2010 categoria 1.HC, fu disputato il 6 giugno 2010 per un percorso di 193,6 km. Fu vinto dal belga Kristof Vandewalle, al traguardo con il tempo di 4h 52' 54" alla media di 39,65 km/h.
Al traguardo 65 ciclisti portarono a termine il percorso.

## Ordine d'arrivo (Top 10)
| Pos. | Corridore          | Squadra       | Tempo    |
| ---- | ------------------ | ------------- | -------- |
| 1    | Kristof Vandewalle | Topsport Vl.  | 4h52'54" |
| 2    | Emanuele Sella     | Carmiooro     | s.t.     |
| 3    | Heinrich Haussler  | Cervélo       | s.t.     |
| 4    | Nicolas Roche      | AG2R La Mond. | s.t.     |
| 5    | Marco Marcato      | Vacansoleil   | s.t.     |
| 6    | Paolo Bailetti     | Cer. Flaminia | s.t.     |
| 7    | Matthias Russ      | Team Milram   | a 26"    |
| 8    | Dominik Nerz       | Team Milram   | a 48"    |
| 9    | Hubert Schwab      | Vorarlberg    | s.t.     |
| 10   | Sergio Pardilla    | Carmiooro     | s.t.     |